# 菱川有信
菱川 有信（ひしかわ ありのぶ、生没年不詳）とは、明治時代の浮世絵師。

## 来歴
師系・経歴不明。明治初期に「濃翠白知千古在　清声誰道四時無」と叟斎了古が題した大判錦絵が作として残り、菱川派風の男女を描き「菱川有信圖」と署名する。なお狩野雅信の門人で三谷有信（狩野勝沢）という人物がいるが、これも同一人かどうかは明らかではない。